# Nilai
Nilai là một thị trấn nằm giữa Quận Seremban, Negeri Sembilan, Malaysia, gần biên giới với Selangor. Năm 2010, dân số của địa phương này là khoảng 38.612 người.
Do nằm gần Sân bay Quốc tế Kuala Lumpur, đây là một thị trấn đang phát triển nhanh chóng. Nilai nằm giữa thủ phủ của bang Seremban và Kajang, Selangor, và cũng nằm trên tuyến đường sắt của hai thành phố này.
Nilai đã trở thành một thị trấn mua sắm nổi tiếng với sự ra đời của một số trung tâm mua sắm lớn như Trung tâm bán buôn Nilai 3, Quảng trường Nilai, AEON Mall, Mydin, Đại siêu thị khổng lồ và Đại siêu thị Tesco.